# Danaił Papazow
Danaił Stojanow Papazow, bułg. Данаил Стоянов Папазов (ur. 23 lutego 1959 w Krasenie w gminie Generał Toszewo) – bułgarski menedżer, kapitan i polityk, w latach 2013–2014 minister transportu, technologii informacyjnych i komunikacji.

## Życiorys
Z wykształcenia inżynier nawigator, w 1981 ukończył studia w Akademii Marynarki Wojennej im. Nikoły Wapcarowa w Warnie. Odbył też studia z zarządzania w biznesie na Nowym Uniwersytecie Bułgarskim. Pracował jako kapitan na statkach dalekomorskich, później jako menedżer w spółkach z branż logistycznej i technologicznej. Od 2001 do 2013 był dyrektorem wykonawczym i członkiem zarządu portu morskiego w Warnie. Został także cywilnym ekspertem NATO i dyrektorem lokalnego klubu sportowego. Należał do Bułgarskiej Partii Socjalistycznej. Od maja 2013 do sierpnia 2014 pozostawał ministrem transportu, technologii informacyjnych i komunikacji w gabinecie Płamena Oreszarskiego. W 2015 kandydował na burmistrza Warny z ramienia lokalnego komitetu, uzyskał mandat radnego miejskiego.
Żonaty, ma dwoje dzieci.